# Isabel Oliver Cuevas
Isabel Oliver Cuevas (Valencia, 1946) es una pintora española. En 1966 empezó su formación en la Facultad de Bellas artes de Valencia, donde vive y trabaja.

## Trayectoria
La formación profesional de Oliver se inició a principios de los años setenta cuando empezó a experimentar con la pintura figurativa, género que comenzaría a definir, entonces, su recorrido visual y artístico. En 1971, Oliver se unió a Equipo Crónica, grupo de pintores españoles que estuvo activo entre los años 1964 y 1981. Durante los cuatro años que trabajó con el grupo, intentaron apropiarse de los medios de comunicación con el fin de transmitir su disconformidad con el panorama político español de entonces, mediante sus obras pictóricas. Antes y durante este período, Oliver seguía trabajando Individualmente cuestionando el papel de la mujer en la sociedad española en esos días; lo cual queda reflejado en la serie La Mujer, 1970-3, le siguen las series El Juego, 1973, Paisajes Pop, 1974, De profesión sus labores, 1973-74 y La mercantilización del arte, 1975.  Posteriormente regresó a la Facultad de Bellas Artes para terminar la especialidad de Grabado, y en 1983 la contrataron para impartir asignaturas de dicha especialidad. En 1987 defendió su Tesis Doctoral bajo el título Las Ilustraciones Contenidas en los Libros Valencianos del siglo XVI, conservados en los fondos de la biblioteca Nicolau Primitiu. En 1988 consiguió plaza como Profesor Titular de Universidad en la Universidad Politécnica de Valencia en el área de conocimiento Pintura, adscrita al Departamento de Pintura de esta Universidad. El 7 de febrero de 2003 consiguió la plaza de Catedrática de Universidad por la Universidad Politécnica de Valencia, en el área de conocimiento Pintura.
A partir de 1988 retomó su actividad artística realizando exposiciones individuales y colectivas, así como la participación en Ferias de Arte nacionales e Internacionales.
En el año 2024 recibió el premio Alfons Roig de la Diputación de Valencia.

## Obra
La obra de Oliver Cuevas, hasta el presente, podría dividirse en varias etapas.
Desde 1971-1975: Colaboración con el grupo Equipo Crónica, en el que cuestionaban mediante sus obras pictóricas lo que significaba ser español.
1971-1973. Serie “La Mujer”: Paralelamente a su cooperación con Equipo Crónica, trabajó a través de su obra la temática exclusiva de la situación femenina, constituyendo una clara protesta y reivindicación en este sentido. En tal intervención la artista retrata mujeres en circunstancias domésticas o imaginarios con el objetivo de realizar una crítica exhaustiva de su papel en la sociedad española y como la cultura comercial incidía directamente en las apariencias y femineidad de la mujer. Obras como “La Familia”, y “Reunión feliz”, ¨Cosmética¨ , “Es niña!”, “Cirugía”, “Familia numerosa”, “la familia” y “las tres gracias” donde se representan escenas domésticas en las cuales la apariencia y la fachada sostenida de la persona están regidas por las normas y comportamientos sociales de la época, forman parte de esta serie.
1973-1974. Comienza la serie “El Juego” que ya aparece en el último cuadro de la serie anterior “La Familia”. Con estas nuevas obras se adentra en la representación de los juegos tradicionales de la sociedad española, transgrediendo sus reglas, lo cual significa romper con el sistema de valores establecido por la sociedad y alumbrar un nuevo código. Imposibilitando el juego de siempre como el dominó, al que se le biselan sus bordes de modo que el jugador no puede ocultar su baza, o el parchís, cuyas fichas son excesivamente grandes para el tamaño del tablero y la baraja, pintadas por ambas caras con la misma imagen, tratando de desvelar el juego que se oculta, consigue plenamente sus objetivos. 
En toda la serie, tanto en las pinturas como en los objetos, lo que pone de manifiesto es la transgresión de las normas establecidas con la clara intención de plantear unos nuevos modos de comportamiento. En las pinturas sobre lienzo el uso de los naipes se utiliza simbólicamente para tratar los temas de: incomunicación, ideal femenino, desinformación, negociación o rebeldía.
1973-75 en estas fechas continuó con la serie Paisajes Pop. Se parte de postales como modelos y no de la realidad, como ha venido siendo norma en este género, para crear recreaciones de paisajes idílicos, de postal, que en muchos casos repite usando diferentes colores, negando la posibilidad de obra única. También en esta serie crea objetos como las esferas con un paisaje continuo. La esfera alude al globo terráqueo y el paisaje pintado a la pequeña parcela de mundo que conocemos. Los cuadros de esta serie también están representados en botes de conserva bajo los títulos de “paisajes al natural” y “paisajes en almíbar”. Se trata en definitiva, de destruir tópicos abrir nuevos caminos,  renovar un género muy vinculado a la tradición valenciana de paisajistas ilustres.
De profesión sus labores fue una serie (1972-74) que aborda el tema de la condición femenina, de su tradicional educación en las labores del hogar en detrimento de otros saberes que la prepararan para una vida profesional. Aquí la autora pintaba los lienzos sometiendo la pincelada a una cuadrícula, a modo de punto de cruz, y montaba sobre bastidores de bordar una pintura sobre tela de lienzo del mismo paisaje que el del cuadro. El impactante efecto visual hace pensar que estamos en un mundo contado al revés. Es una llamada de atención a la sociedad y sus tradiciones. El título de esta serie está tomado de los DNI femeninos.
La mercantilización del arte (1975). En esta serie el interés se dirige hacia el mundo de la cultura y especialmente hacia el mundo de la creación plástica y los condicionamientos a las normas del mercado que impiden la libertad de creación de los artistas. Las pinceladas de estas pinturas están sujetas a una trama de contabilidad sin posibilidad de salirse fuera de las pautas marcadas. Otra llamada de atención hacia una sociedad completamente dominada y sometida al poder económico.
Desde 1990- hasta la actualidad: Oliver Cuevas, como ella bien afirma, dejó atrás el concepto “pop” para introducirse en la concepción del tiempo. Con la utilización de nuevos materiales y la inserción de nuevos objetos cotidianos en sus obras, la artista se sumerge en la representación de los tiempos pasados y el presente, con la contemplación de un tiempo futurista, en un mismo espacio.
Sus series de “Jugar con el Tiempo”, “Para una geología fantástica”, “Desde el silencio, ”Memoria de un lugar”, La ciudad contada la ciudad construida” …etc , son un claro ejemplo de la investigación desarrollada tanto teórica como plástica, de estos conceptos.

## Exposiciones de participación colectiva[8]
2018
A CONTRATIEMPO. MEDIO SIGLO DE ARTISTAS VALENCIANAS (1929-1979). Instituto Valenciano de Arte Moderno IVAM- Valencia. Catálogo ISBN 978-84482-6242-6
OBRA EN EXPOSICIÓN PERMANENTE. Museo Nacional Centro de Arte Reina Sofía. Edificio Sabatini. 4ª planta.
2015
THE WORLD GOES POP. TATE MODERN. Londres. ISBN 978 1 84976 346 2 / ISBN 978 1 84976270 0
COLECTIVOS ARTISTICOS BAJO EL FRANQUISMO. Instituto Valenciano de Arte Moderno IVAM- Valencia. ISBN 978-84-482-6051-4
2013
MUJERES: ARTE Y UNIVERSIDAD. Reales Atarazanas de Valencia. 
ISBN 978-84-8484—388-7
FORA DE SERIE. Sala de Exposiciones de la Universidad Politécnica de Valencia. ISBN 978-84-8363-991-7
2012
GENEALOGÍAS FEMINISTAS EN EL ARTE DEL ESTADO ESPAÑOL. Museo de Arte Contemporáneo de Castilla y León. MUSAC. ISBN 978-84-934916-6-6
20 AÑOS DE ASPARKÍA. Universitat Jaume I. Castellón. 
100 AÑOS EN FEMENINO. Centro Conde Duque. Madrid. ISBN 978-84-15272-20-5
2011
FEMENINO PLURAL. 1999-2011. Reales Atarazanas de Valencia. D.L. V-474-2011
2010
MEMORIA DE UN LUGAR: LA CIUDAD CONTADA, LA CIUDAD CONSTRUIDA
Sala de Exposiciones de la Escuela Técnica Superior de Arquitectura de la Universidad Politécnica de Valencia.
LLIBRES D¿ARTISTA. INTRAMURS. Sala d'Exposicions L'Almàssera. Reial Monestir de Santa María de la Valldigna. València. 
2009
SECUENCIAS. Sala Sporting Club Russafa. Valencia.
SALVADOS POR EL ARTE. Instituto Cervantes. Palermo. Italia.
COLECCIÓN DE PINTURA VALENCIANA EN LA DÉCADA DE LOS 70. Lonja del Pescado. Alicante. ISBN 978-84-482-5187-1
2008
DE L'OBJETE LLIBRE AL LLIBRE OBJECTE. Galeria Kessler Battaglia – Valencia.
HORMIGÓN. Esculturas. Sala de exposiciones de la Escuela Técnica Superior de Arquitectura de la Universidad Politécnica de Valencia.
2007
CONTAINERS OF CONTENTS. Sala de exposiciones de la  Universidad Politécnica de Valencia. ISBN 978-84-8363-092-1
HORMIGÓN Y COLOR. Esculturas. Sala de exposiciones de la Escuela Técnica Superior de Arquitectura de la Universidad Politécnica de Valencia.
ESCULTURAS DE HORMIGÓN I+D+ART. CONSTRUMAT 2007. Feria Internacional de la Construcción. Barcelona.
2006.
8 DE MARZO. Centro Párraga, Murcia. Universidad de Teruel. Universidad Politécnica de Valencia. Galería Rosa Santos, Valencia.  Sala Joseph Renal, Facultad de Bellas Artes, Valencia. Aula de Cultura CAM. La Llotgeta. Valencia.  Teatre Olimpia, Valencia. Universidad Politécnica Televisió.    
2004
25 ANIVERSARIO DE LA CONSTITUCIÓN ESPAÑOLA. Museo de Bellas Artes. Castellón. Reales Atarazanas. Valencia. Lonja del Pescado. Alicante. 
ISBN 84-482-3757-9
2002-03
LA EXPRESIÓN DEL TIEMPO: LA CIUDAD CONTADA-LA CIUDAD CONSTRUIDA. Sala de exposiciones Almudín. Valencia. ISBN 84-9705-445-8
LUZ. Feria Internacional de Arte Contemporáneo. Palacio de Exposiciones de Santander.
MIRADES DISTINTES, DISTINTES MIRADES. PAISATGE VALENCIÀ EN EL SEGLE XX.
Museo del siglo XIX. Valencia. 
Museo Gravina Alicante. ISBN 84-482-3239-9
SON MUJERES. Museo de la Ciudad. Valencia.
PREMIO L´OREAL DE PINTURA. Centro Cultural Conde Duque. Madrid. 
D.L. M-349-2000
XXVIII PREMIO BANCAIXA DE PINTURA YESCULTURA. Instituto de Arte Moderno. IVAM. ISBN 84-89413-96-7
ARCO 2003.  Feria Internacional de Arte Contemporáneo. Madrid. 
2000-01
ARCO 2001.  Feria Internacional de Arte Contemporáneo. Madrid. 
ART COLOGNE 2000. Feria Internacional de Arte Contemporáneo. Colonia. Alemania.
TORONTO 2000.  Feria Internacional de Arte Contemporáneo. Toronto. Canadá.
ARCO 2000.  Feria Internacional de Arte Contemporáneo. Madrid.
FIAC 2000 Feria Internacional de Arte Contemporáneo. París.
ART CHICAGO 2000. Feria Internacional de Arte Contemporáneo. Chicago. EE. UU.
ART AL´HOTEL. Feria Nacional de Galerías de Arte. Valencia.
Confluencia de tiempos. Galería Punto. Valencia.
SELECCIÓN DE EXPOSICIONES DE AÑOS ANTERIORES:
INTERARTE 88. Feria Internacional de Arte Contemporáneo. Valencia.
HETEROGENEA. ISBN 84-482-1431-5
     Centro Cultural Español. Miami. EE. UU.
                             Museo de Bellas Artes de Querétaro. México.
                              Centro Cultural de Cadereita. México.
                              Sala de Exposiciones de la Diputación de Castellón.
                            Reales Atarazanas.  Valencia.
                            Sala de exposiciones de la Calle Mayor. Alicante. 
ARQUEOLOGÍA DEL TIEMPO. Galería Octubre. Castellón.
INTERARTE 1998. Feria Internacional de Arte Contemporáneo. Valencia.
D.L. V-945-1988
FONDOS DE ARTE CONTEMPORÁNEO DE LA UPV. IVAM. Centro del Carmen. Valencia.
NEW YORK SCENE. Nueva York EE. UU.
EL PULSO DE LA TIERRA. Palau de la Música. Valencia. D.L. V.43-1993
PARA UNA ARQUEOLOGÍA DEL PRESENTE. Galería del Palau. Valencia.
BIAF 90. Feria Internacional de Arte Contemporáneo. Barcelona.
D.L. B-34-838/90
PAISAJES CON FIGURAS. Museo Nacional González Martí. Valencia.
PERMIOS SENYERA DE GRABADO. Caja de Ahorros de Aragón y Rioja. Valencia.
D.L. V-1377-1986
CONCRETISMO 80. Museo de Arte Contemporáneo. Sevilla.
PINTURAS. Colegio Oficial de arquitectos de Valencia.
PINTURAS. Galería Atenas. Zaragoza.
D.L. Z-290-73
PAISAJES. Galería Juana de Aizpuru. Sevilla.
V BIENAL INTERNACIONAL DEL DEPORTE EN LAS BELLAS ARTES. 
                          Ayuntamiento de Valencia.
                          Reales Atarazas de Barcelona.
PINTURAS Y OBJETOS. Galería Punto. Valencia.
                                       Ateneo Mercantil de Valencia.
ENCUENTROS EN GRANOLLERS. Granollers. Barcelona.

## Obra en museos e Instituciones
- Museo de Arte Contemporáneo Vicente Aguilera Cerni de Villafamés (Castellón).[16]
- Museo Nacional Centro de Arte Reina Sofía, Madrid.[17]
- IVAM, Valencia.
- Universidad Popular de Almansa, Albacete.[18]
- Universidad Politécnica de Valencia.[19]

## Obra literaria
A lo largo de su trayectoria profesional Isabel Oliver ha publicado diversos libros, monografías sobre otros artistas y artículos sobre temas de arte,entre los que cabría destacar:
- Monografías:
- ILUSTRACIÓN VALENCIANA DEL S. XVI. Archivo de Arte Valenciano. Ed. Real Academia de Bellas Artes de San Carlos. Valencia.
- ISBN 84-600-5429-2
- EL MUSEO DE ARTE CONTEMPORÁNEO “VICENTE AGUILERA CERNI”. Revista “Ars Nova Mediterránea”. Barcelona.
- EL LIMITE URBANO EN EL PAISAJE. LA LUZ Y EL COLOR. Ed. Ayuntamiento de Valldigna y Universidad Politécnica de Valencia. ISBN.84-607-4729-8
- LA EXPRESIÓN DEL TIEMPO EN LA PINTURA. Ed. Ediciones Generales de la Construcción. Valencia.

- Libros:
- GRABADO EN LOS LIBROS VALENCIANOS DEL SIGLO XVI. Ed. Consell Valenciá de Cultura. Generalitat Valenciana.[20]
- ULLS-BLAUS. Ed. Universidad Politécnica de Valencia. ISBN.. 84-7121-001-2
- INVERTIR EN ARTE. (traducción). Ed. Pirámide. Madrid. ISBN. 84-368-1692-7  LA EXPRESIÓN DEL ESPACIO. Ed. Universidad Politécnica de Valencia.  ISBN 84-9705-188-2
- LA EXPRESIÓN DEL TIEMPO EN PINTURA.  Valencia: Universitat Politécnica de Valencia, 2003. 135 pp. ISBN 8497054458.[21][22]

- Museos e Instituciones: 
- Fondos del Ayuntamiento de Valencia.
- Fondos de la Universidad Popular de Almansa. Albacete
- Museo de Arte Contemporáneo Vicente Aguilera Cerni. Vilafamés. Castellón.
- Fondos de Arte Contemporáneo de la Universidad Politécnica de Valencia
- Fondos del Centro Cultural, Ayuntamiento de Mislata.
- Museo de Arte Contemporáneo de Pego. Alicante.
- Fondos de Interarte. Feria Internacional de arte Moderno. Valencia
- Museo de Arte Moderno de Elche. Alicante
- Fondos de Arte de la Universidad Jaime I. Castellón
- Fondos de Arte AMEDA. (Asociación Mediterránea de Arte Contemporáneo.) Barcelona.
- Fondos de arte del Instituto Valenciano de Arte Moderno IVAM. Valencia
- Fondos de arte del Museo Nacional de Arte Reina Sofía. Madrid.

## Comisariado certámenes y exposiciones para artistas jóvenes
- LUGARES DEL ARTE.
- ARTE JOVEN I.
- ARTE JOVEN II.
- COLOR PINTURA
- COLOR
- COLOR´08
- SECUENCIAS